# Анета
„Анета“ е български късометражен игрален студентски филм от 2010 година на младия-режисьор Стан Стефанов, по сценарий на Марин Дамянов. Оператори са Стоил Вътев и Борислав Добрев. Създаден е по разказа „Анюта“ на Антон Павлович Чехов.

## Актьорски състав
Роли във филма изпълняват актьорите:
- Лина Златева – Миглена
- Биляна Петринска – Анета
- Димо Димов – Коста
- Димитър Танев – художника
- Евелин Илиев – първи колега на Коста в университета
- Десислав Младенов – втори колега на Коста в университета